# Okręgi w Rumunii
     Wołoszczyzna
     Mołdawia
     Dobrudża
     Siedmiogród, Kriszana i Maramuresz
     Banat

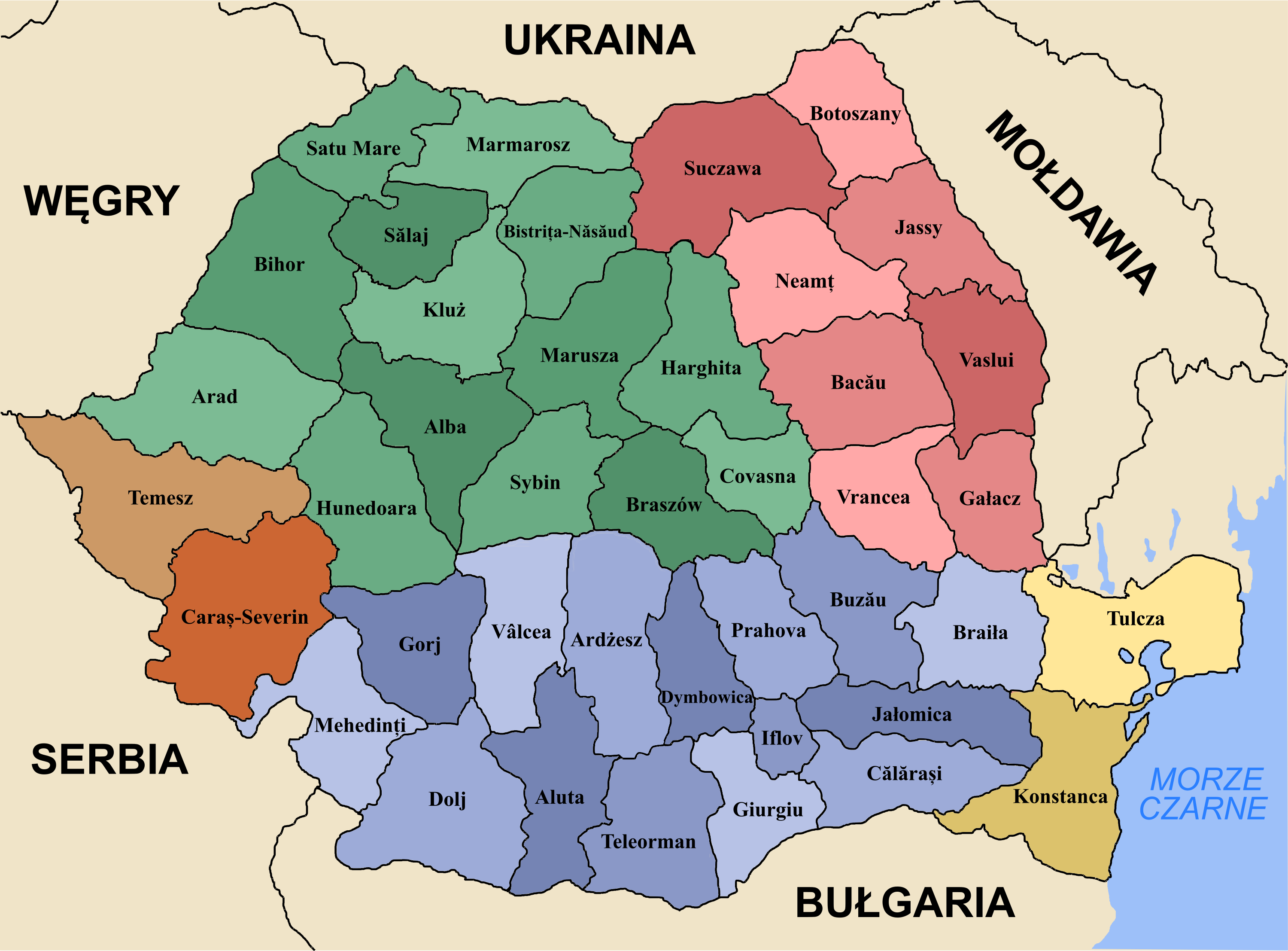
Podział administracyjny Rumunii i krainy historyczne:
Wołoszczyzna
Mołdawia
Dobrudża
Siedmiogród, Kriszana i Maramuresz
Banat

Okręgi w Rumunii – podział administracyjny Rumunii. Rumunia dzieli się na 41 okręgów (rum. județ, l.mn. județe) oraz jedno miasto wydzielone (rum. municipiu) – Bukareszt.
Podział kraju na okręgi (județe) jest zaświadczony w dokumentach państwowych Rumunii już od XV w. Współczesny podział jest wzorowany na francuskim systemie departamentów i został wprowadzony w XIX w. W okresie władzy komunistycznej po II wojnie światowej dokonano reformy administracyjnej dzieląc kraj, wzorem radzieckim, na rejony. Wkrótce jednak, w 1968 r. powrócono do starego podziału na okręgi.
Okręgi (w porządku alfabetycznym): 
- Alba
- Aluta
- Arad
- Ardżesz
- Bacău
- Bihor
- Bistrița-Năsăud
- Botoszany
- Braiła
- Braszów
- Buzău

- Caraș-Severin
- Călărași
- Covasna
- Dolj
- Dymbowica
- Gałacz
- Giurgiu
- Gorj
- Harghita
- Hunedoara
- Ilfov
- Jałomica
- Jassy
- Kluż
- Konstanca
- Marmarosz
- Marusza
- Mehedinți
- Neamț
- Prahova
- Satu Mare
- Sălaj
- Suczawa
- Sybin
- Teleorman
- Temesz
- Tulcza
- Vaslui
- Vâlcea
- Vrancea